# لادیسلاوا اشتیپک
لادیسلاوا اشتیپک (انگلیسی: Ladislav Štípek؛ ۱۹۲۵ – ۱۹۹۸) یک بازیکن تنیس روی میز اهل جمهوری چک بود. 
وی در مسابقات کشوری و بین‌المللی در مجموع برنده ۶ مدال طلا، ۸ مدال نقره، ۷ مدال برنز شده‌است.